# Anderson Gils de Sampaio
Anderson Gils de Sampaio (15 februari 1977) is een voormalig Braziliaans voetballer.

## Carrière
Anderson speelde tussen 1997 en 1998 voor Yokohama Flügels.